# منطقه شکارممنوع انجرک
منطقه شکارممنوع انجرک در شهرستان بافت استان کرمان قرار دارد. این منطقه در سال ۱۳۶۶مورد حفاظت قرار گرفته‌است.
بلندترین قله این منطقه ۲۸۰۹متر ارتفاع دارد.

## حیات وحش
حیات وحش آن می‌توان به کل و بز، قوچ و میش، پلنگ، گراز، کفتار و پرندگانی مانند کبک، تیهو، باقرقره، کبوتر وحشی، عقاب و انواع پرندگان شکاری اشاره کرد.
این منطقه استعداد تولید گونه‌های گیاهی و جانوری را دارا می‌باشد و از چهارپایان علف‌خوار قابل شکار با ارزشی نیز برخوردار است.